# زوبونتو
زوبونتو یک شاخهٔ رسمی از سیستم‌عامل آزاد و متن‌باز اوبونتو است که از میزکار اکس‌اف‌سی‌ای استفاده می‌کند. زوبونتو با داشتن رابط کاربری ساده خود بسیار متناسب با سیستم‌های قدیمی بوده و با کمترین منابع سخت‌افزاری قابل اجرا است.

## انتشار
از آنجا که زوبونتو بر پایه اوبونتو است و شرکت کنونیکال مسئول آن است، معمولاً همزمان با اوبونتو نسخه‌های جدید خود را منتشر می‌کند.

## نرم‌افزارها
زوبونتو حاوی نرم‌افزارهای معمول مورد استفاده یک کاربر متوسط گنو/لینوکس است. از جمله:
- ابی‌ورد - ویرایش متون
- کت‌فیش - جستجوی میزکار
- Common Unix Printing System - ابزار چاپگرها و سازنده PDF
- اوینس - برای خواندنPDF
- فایرفاکس - مرورگر اینترنت
- گیمپ - ویرایشگر تصاویر
- Gnumeric - صفحه گسترده
- ماوس‌پد ویرایشگر متن محض
- اورج - تقویم
- پیجین - پیام‌رسان اینترنتی
- تاندربرد - کلاینت ایمیل
- اکس‌چت -ارتباط IRC
- Xsane - ابزار پویشگر

زوبونتو همچنین برای کنترل بسته‌های نصب شده از نرم‌افزار مدیر بسته سیناپتیک استفاده می‌کند که به کاربران اجازه دریافت بسته‌ها از مخازن زوبونتو و نصب خودکار آن‌ها را می‌دهد.

## نیازهای سخت‌افزاری
زوبونتو بر روی یک سی‌دی عرضه می‌شود و نصب آن نیازمند ۱٫۵ گیگابایت فضای خالی روی دیسک سخت است. نصب نسخهٔ رومیزی به ۱۹۲ مگابایت حافظه و نصب نسخه آلترناتیو (متنی) نیازمند ۶۴ مگابایت حافظه است. استفاده نسخه متنی امکانات بیشتری برای تنظیمات به هنگام نصب در اختیار کاربر قرار می‌دهد.
زوبونتو بعد از نصب به حداقل ۱۹۲ مگابایت حافظه احتیاج دارد اما داشتن حداقل ۲۵۶ مگابایت، شدیداً توصیه می‌شود.